# Roberto Dvornicich
Roberto Dvornicich (Chioggia, 1950) è un matematico italiano, professore di algebra all'Università di Pisa.

## Biografia
Roberto Dvornicich, nato a Chioggia nel 1950, è stato allievo sia dell'Università di Pisa sia della Scuola Normale di Pisa e nel 1972 si è laureato in Matematica con Enrico Bombieri. Dopo il perfezionamento conseguito alla Scuola Normale Superiore, è diventato nel 1985 professore associato di Istituzioni di algebra superiore all'Università di Pisa, ottenendo nel 1987 la cattedra di professore straordinario all'Università della Calabria a Cosenza.
Nel 1990 è chiamato come ordinario di Algebra nella facoltà di Scienze matematiche, fisiche e naturali di Pisa, di cui è stato due volte vicepresidente.

## Attività scientifica
Nel corso degli anni, si è occupato di teoria algebrica dei numeri, ad esempio della teoria di Galois p-adica, e algebra commutativa, come gli anelli di Gorenstein, accanto a questioni puramente combinatorie e algebriche, ad esempio di teoria dei gruppi finiti e di teoria delle funzioni simmetriche.
Ha lavorato anche su problemi di geometria diofantea, studiando la distribuzione di punti interi intorno a curve algebriche, e su questioni di irriducibilità di polinomi.
Si è occupato di equazioni in radici dell'unità e di approssimazione diofantea ciclotomica.
Dal 1987 dirige l'attività delle Olimpiadi della Matematica, avendo lui stesso partecipato all'edizione del 1967, la prima a cui l'Italia abbia preso parte, vincendo una medaglia d'argento.

## Riconoscimenti e affiliazioni
Nel 2011 è stato insignito dell'Ordine del Cherubino dall'Università di Pisa. È membro dell'Unione Matematica Italiana.